# Husayn Bayqara
Husayn Bayqara ou Hossein Bayqara  (en Persan: حسین بایقرا / Husayn Bāyqarā; juillet 1438- 4 Mai 1506), également dénommé Sultan Hossein Mirza Bayqara, grand émir timouride de 1469 à sa mort en 1506, avec une brève interruption en 1470, installé à Hérat en Afghanistan, bénéficia d'un règne assez stable, mais son fils et successeur Badi az-Zaman fut renversé en 1507 lors de l'invasion finale des Chaybanides sur l'Empire timouride.
Ce fut un grand mécène qui fit travailler le poète mystique persan Djami, le poète turc de langue tchaghataï Mir Alisher Navoï, et le peintre Behzad, grand-maître de la miniature persane, dans les dernières décennies de la Renaissance timouride.

## Biographie

### Enfance
Né à Hérat en juin ou juillet 1438, les parents de Husayn Bayqara étaient Ghiyas ud-din Mansur Mirza de la maison turco-mongole des Barlas et son épouse, Firuza Sultan Begum. Ses parents ont eu quatre autres enfants ; un fils, Bayqara Mirza II, ainsi que trois filles, Aka Biki, Badi al-Jamal et Urun Sultan Khanum. De par ses deux parents, il était le descendant de Tamerlan. En plus de cela, il était le descendant à la neuvième génération de Khwaja Abdullah Ansari de Herat, également connu sous le nom de Pir-e-Herat (Sage d'Herat).
Le père de Husayn, Ghiyas ud-din, est décédé quand il avait 7 ou 8 ans. Étant donné que ce dernier n'était pas une personnalité remarquable dans la famille timouride, Husayn a adopté le nom de Bayqara en l'honneur de son grand-père plus illustre, Bayqara Mirza I. Après avoir consulté sa mère, le sultan Husayn entra au service de son cousin aîné, Abul-Qasim Babur Mirza, souverain d'Herat en 1452.

### Instabilité politique du Khorassan
Après la mort de Babur en 1457, une période d'anarchie s'ensuivit au Khorassan. L'instabilité économique et le manque d'autorité centrale avec de fréquents changements de régime ont provoqué l'invasion de la région par le dirigeant de Samarkand, Abu Sa'id Mirza, qui a occupé Herat le 19 juillet 1457. Mais Abu Sa'id Mirza a immédiatement abandonné la ville pour faire face aux troubles intérieurs. Vint ensuite l'invasion du commandant des Kara Koyunlu, Jahan Shah, qui prit Mazandaran. Durant cette période chaotique, le Khorassan était divisé en de nombreux territoires ;
- Asterabad à Sabzevar – Jahan Shah des Kara Koyunlu
- Balkh – Abu Sa'id Mirza, souverain de Transoxiane
- Abivard – Ala al-Dawla Mirza
- Hérat – Ibrahim Mirza
- Forteresse Tus & Imad – Shah Mahmud Mirza
- Marv – Sultan Sanjar Mirza
- Sistan, Farah et Isfizar – Malik Qasim ibn Amir Iskander Turkmène, un émir.

### En Merv et Khwarazm
Husayn Bayqara, incapable de rivaliser avec ces rivaux, a adopté la vie d'un mercenaire et a rejoint le sultan Sanjar Mirza de Merv qui l'a marié à sa fille, Beqa Sultan Begum. C'est de cette union qu'est né Badi' al-Zaman.
Le sultan Sanjar Mirza et Husayn Bayqara s'entendaient bien, mais en juin/juillet 1457, lorsque Sanjar nomma Husayn responsable de la ville pendant son absence, Husayn tenta de prendre le pouvoir. Cela était dû au fait qu'il soupçonnait que le chef dignitaire, Hasan Arlat, complotait pour le tuer. Les émirs fidèles à Sanjar se révoltèrent et la tentative échoua. Husayn Bayqara a été contraint de s'échapper avec seulement cinq cavaliers. Mais à l'extérieur de la ville, il a été rejoint par le chef de la sécurité des caravanes commerciales du secteur Iranji, Hasan Charkas et ses 200 hommes. Cela deviendrait la première force mercenaire de Husayn Bayqara. Pour consolider cette nouvelle relation, il épousa la fille de Hasan Charkas, Afāk Begum.
Il a été pourchassé par Sanjar Mirza jusqu'au désert du Karakoum. Il fut continuellement poursuivi jusqu'à ce qu'il soit contraint de marcher vers Khwarazm, où il resta entre les déserts de Marv et de Khiva.

### Conflit entre les Timurides et les Kara Koyunlu
Vu la faiblesse de l'autorité timouride à Herat, Jahan Shah envahit et prit la ville le 28 juin 1458, qui était désormais occupée par le père d'Ibrahim Mirza, Ala al-Dawla Mirza. Mais Abu Sa'id Mirza ne pouvait pas tolérer cela et après des négociations, Jahan Shah a décidé de ramener la démarcation territoriale de l'époque de Shah Rukh. Ainsi, Khorassan, Mazandaran et Jurjan furent rendus aux Timurides et Abu Sa'id Mirza revint et prit Herat une seconde fois le 22 décembre 1458.

### Conflit avec Abu Sa'id Mirza
Husayn Bayqara avait maintenant rassemblé une force de 1 000 hommes et prit Jurjan le 19 octobre 1458 aux Kara Koyunlu. Abu Sa'id Mirza a envahi Jurjan, que Husayn Bayqara a abandonné à la hâte et s'est enfui à nouveau vers Khwarazm. Abu Sa'id Mirza a nommé son fils, le sultan Mahmud Mirza, gouverneur de Jurjan. Lorsque Husayn Bayqara apprit qu'Abu Sa'id Mirza avait quitté Herat pour écraser la rébellion de son parent Muhammad Juki, il attaqua à nouveau Jurjan et à la bataille de Jauzi Wali en mai 1461, il battit le sultan Mahmud Mirza et nomma Abdal-Rahman Arghun le gouverneur du territoire.
Cependant, il ne put donner suite à cette victoire lorsqu'il assiégea Herat d'août à octobre 1461. Abu Sa'id Mirza revint et Husayn Bayqara s'enfuit de nouveau vers Khwarazm, d'où il commença à faire des raids de pillage dans le Khorassan ; ces raids furent menés sérieusement à partir de 1464. Cherchant à se protéger contre Abu Sa'id, il demanda l'aide des Ouzbeks. Mais cette aide n'est jamais venue depuis la mort d'Abul-Khayr Khan, le dirigeant ouzbek, en 1468. Cette période de 8 à 10 ans fut la pire de la vie de Husayn Bayqara. Il errait parfois d’un endroit à l’autre dans des situations désespérées.

### Devenir souverain du Khorassan
Quand Abu Sa'id Mirza entra en guerre contre les Aq Qoyunlu, il fut vaincu à la bataille de Qarabagh et capturé. Le chef de l'Aq Qoyunlu, Uzun Hasan l'a remis à Yadgar Muhammad Mirza, 19 ans, qui l'a fait exécuter. À la mort d'Abu Sa'id, l'empire timuride s'est effondré. Profitant de l'absence d'Abu Sa'id Mirza, Husayn Bayqara était de nouveau entré dans le Khorassan et assiégeait Herat qu'il captura finalement le 24 mars 1469. Il devint ainsi le dirigeant du Khorassan. Les fils de feu Abu Sa'id Mirza ont tenté de marcher contre lui, mais ont fait demi-tour lorsqu'ils ont appris que non seulement Husayn Bayqara avait consolidé son contrôle sur la ville, mais que l'armée vaincue de leur père l'avait rejoint.

### Conflit avec Aq Qoyunlu et Yadgar Muhammad Mirza
Pendant ce temps, Uzun Hasan envoya son protégé, Yadgar Muhammad Mirza, conquérir le Khorassan. Husayn bat Yadgar à la bataille de Chenaran le 15 septembre 1469, mais ce dernier reçoit des renforts. Uzun Hasan a exigé que Husayn lui remette des aristocrates Kara Koyunlu qui s'étaient enfuis vers lui, une demande que Husayn a refusée. Yadgar a donc poursuivi son assaut et Husayn n'a pas pu égaler ses forces en raison de désertions massives. Il finit par fuir Herat, occupée le 7 juillet 1470. Six semaines plus tard, Husayn réoccupa la ville après avoir levé une nouvelle force et vaincu les fils d'Abou Sa'id, qui tentaient d'avancer dans la région. Il captura Yadgar et l'exécuta.
L'empire de Husayn était désormais sécurisé. Les Aq Qoyunlu ne firent aucune autre tentative contre lui et les Timourides de Transoxiane étaient trop affaiblis par les conflits internes pour avancer sur son territoire. Sa frontière avec les l'Aq Qoyunlu commençait à la limite sud de la mer Caspienne, s'étendant vers le sud, puis vers l'est à travers le nord du Dasht-e Lut, se terminant au lac Hamun. Sa frontière avec les Timurides était la rivière Oxus. Il respecta plus ou moins les deux frontières, refusant de traverser le nord pour tenter de capturer la Transoxiane à ses anciens ennemis. Il était probablement conscient de la menace ouzbèke qui pesait sur la région et a eu la sagesse de ne pas poursuivre une frontière avec ce dangereux peuple tribal.

### Administration
Husayn était considéré comme « un bon roi, un amoureux de la paix et de la justice », et il construisit de nombreuses structures, dont une célèbre école ; cependant, il fut atteint de paralysie pendant vingt ans de son règne. Il fut contraint de faire face à plusieurs révoltes et incursions. En 1490, le frère du tuteur du fils de Husayn, Ibrahim Husain, Darvish 'Ali, conspira avec le sultan Mahmud, qui régnait à cette époque sur Hisar. Mahmud s'est déplacé contre Balkh, où résidait Ibrahim, forçant Husayn à se mobiliser contre lui. Quelques années plus tard, Husayn transféra son fils aîné, Badi' al-Zaman, d'Astarabad (rebaptisé Gorgan en 1937) à Balkh, mais Badi' se révolta lorsque son fils Muhammed Mu'min se vit refuser le pouvoir à Astarabad. Husayn a vaincu Muhammed, qu'il a exécuté, et Badi', avec qui il s'est réconcilié. Cependant, la trêve s'effondra par la suite et, en 1499, Badi' assiégea Herat.

### Menace ouzbèke
En 1501, les Ouzbeks conquirent la Transoxiane aux mains du petit-fils d'Abu Sa'id, Babur. Sous Muhammad Shaybani, les Ouzbeks pouvaient désormais menacer le Khorassan. Souffrant des effets de son âge avancé, Husayn ne fit aucun geste contre eux, même après que Babur lui ait conseillé d'agir. Les Ouzbeks ont commencé à mener des raids dans son royaume. Changeant finalement d'avis, il commença à marcher contre eux mais mourut en 1506 juste après avoir commencé son avance. L'héritage de son empire était disputé entre ses fils Badi' et Muzaffar Husain. Babur, qui avait lancé une expédition pour soutenir Husayn, remarqua les luttes intestines entre les frères, décida que la zone était impossible à défendre et se retira. L'année suivante, Muhammad Shaybani conquit Herat et fit fuir les successeurs de Husayn, mettant fin à la domination timouride au Khurasan.

## Famille

### Epouses et enfants
Husayn avait douze épouses, 18 fils et 18 filles :
Bega Sultan Begum (décédée en 1457 - div., décédée en 1488), fille de Sanjar Mirza de Merv, fils de Mirak Ahmad Mirza, fils d'Umar Shaikh Mirza, fils de Timur ;
___Badi' al-Zaman Mirza, 1er fils — avec Bega Sultan Begum ;
Tulak Begum connue sous le nom de Chuli Begum (div.), fille de Husain Sufi, chef des Azaks, et sœur de l'Amir Yusuf Sufi Jandar ;
___Zainab Sultan Begum, 1ère fille, connue sous le nom de Sultanim Begum - avec Tulak Begum, a d'abord été mariée au sultan Wayis Mirza, fils de Bayqara Mirza et de Sa'adat Bakht Begum Miran Shah ;
Shahr Banu Begum (décédée en 1469 - div.), fille du sultan Abu Sa'id Mirza ;
Payanda Sultan Begum, une autre fille du sultan Abu Sa'id Mirza ;
___Haidar Muhammad Mirza, 9ème fils — avec Payanda Sultan Begum ;
___Ak Begum, 2ème fille - avec Payanda Sultan Begum, marié à Muhammad Qasim Mirza, fils d'Abu'l-Qasim Arlat et Bega Begum ;
___Kechek Begum, 3ème fille - avec Payanda Sultan Begum, marié au mollah Khwajah ;
___Bega Begum, 4ème fille - avec Payanda Sultan Begum, mariée à Babar Mirza, fils de Muhammad Qasim Mirza et Rabia Sultan Begum ;
___Agha Begum, 5ème fille - avec Payanda Sultan Begum, mariée au sultan Murad Mirza, fils de Muhammad Qasim Mirza et de Rabia Sultan Begum ;
Khadija Begi Agha, fille d'Amir Muhammad Sarik bin Amir Muhammad Khawaja et veuve d'Abu Sa'id Mirza ;
___Shah Gharib Mirza, deuxième fils — avec Khadija Begi Agha ;
___Muzaffer Hussain Mirza, troisième fils — avec Khadija Begi Agha ;
___Sultan Jahangir Mirza, 17ème fils — avec Khadija Begi Agha ;
___Jahangir Hussain Mirza, 18ème fils — avec Khadija Begi Agha ;
___Khanum Sultan Begum, 12ème fille - Khadija Begi Agna ;
Zainab Sultan Begum, fille de l'émir Taj-al-din Hasan bin Nizam-al-din Charkas ;
Afak Begum, une autre fille de l'émir Taj-al-din Hasan bin Nizam-al-din Charkas ;
Zobayda Sultan Aghacha, fille de Hasan bin Hussain Sheikh Taimur, de la race des sultans Shaban ;
___Aisha Sultan Begum, 11ème fille - avec Zobayda Sultan Aghacha, mariée d'abord à Qasim Sultan, un sultan Shaibani, mariée ensuite à Buran Sultan, un parent de Qasim ;
___Munisa Sultan Begum, 17ème fille - avec Zubayda Sultan Aghacha ;
Latifa Sultan Aghacha, fille de l'émir Sultan Hussain Chaharshanba et parent de Jahan Shah ;
___Abul Hassan Mirza, quatrième fils — avec Latifah Sultan Aghacha ;
___Muhammad Muhsin Mirza, cinquième fils — avec Latifa Sultan Aghacha ;
___Masum Ali Mirza, 16ème fils - Latifa Sultan Aghacha ;
___Badi-al-Mulk Begum, 15ème fille - avec Latifa Sultan Aghacha ;
___Umm Salima Begum, 16ème fille - Avec Latifa Sultan Aghacha ;
Mangeli Bi Aghacha, concubine ouzbèke et ancienne esclave de Shahar Banu Begum ;
___Abu Tarab Mirza, 6ème fils — avec La Bonne Nouvelle ;
___Muhammad Hussain Mirza, 7ème fils — avec l'Évangile des morts ;
___Feridun Hussain Mirza, 8ème fils — avec L'Évangile du Seigneur ;
___Fatima Sultan Begum, 6ème fille - avec Mengli Bi Aghach, mariée à Yadgar Farrukh Mirza, fils de Sidi Ahmad Mirza, fils de Miran Shah ;
___Maryam Sultan Begum, 7ème fille - avec Mengli Bi Aghacha, mariée à Sayyid Abdullah Mirza ;
Baba Aghacha, fille de Khawaja Muhammad Ataka et sœur adoptive d'Afak Begum ;
___Muhammad Ma'asum Mirza, 10ème fils — avec Baba Aghacha ;
___Farrukh Hussain Mirza, 11ème fils — avec Baba Aghacha ;
___Ibrahim Hussain Mirza, 12ème fils — avec Baba Aghacha ;
___Ibn Hussain Mirza, 13ème fils - avec Baba Aghacha ;
___Muhammad Qasim Mirza, 14ème fils — avec Baba Aghacha ;
___Sultan Nizhad Begum, 8ème fille - avec Baba Aghacha, marié à Iskandar Mirza, fils de Bayqara Mirza et Sa'adat Bakht Begum ;
___Sa'adat Bakht Begum, 9ème fille, connue sous le nom de Begum Sultan - a épousé le sultan Masud Mirza, fils du sultan Mahmud Mirza et de Khanzada Begum ;
___Munawar Sultan Begum, 10ème fille - avec Baba Aghacha, marié à Sayyid Mirza d'Andekhud, descendant d'Ulugh Beg ;
___Sa'adat Nizhad Begum, 13ème fille - avec Baba Aghacha ;
___Salima Sultan Begum, 14ème fille - Avec Baba Aghacha ;
___Khurshid Bakht Begum, 18ème fille - Avec Baba Aghacha ;
Begi Sultan Aghacha, concubine et mère d'Afrasiyab Mirza ;
___Afrasiyab Mirza, 15ème fils — avec Begi Sultan Aghacha ;